# Ambasadorowie Chin w Korei Południowej
Chińska Republika Ludowa, od chwili ustanowienia oficjalnych stosunków dyplomatycznych z Republiką Korei w 1992 r., była i jest reprezentowana przez następujących ambasadorów.
| L.p. | Ambasador     | Okres pełnienia funkcji          |
| ---- | ------------- | -------------------------------- |
| 1.   | Zhang Tingyan | wrzesień 1992 – sierpień 1998    |
| 2.   | Wu Dawei      | wrzesień 1998 – lipiec 2001      |
| 3.   | Li Bin        | październik 2001 – sierpień 2005 |
| 4.   | Ning Fukui    | wrzesień 2005 – październik 2008 |
| 5.   | Cheng Yonghua | październik 2008 – luty 2010     |
| 6.   | Zhang Xinsen  | marzec 2010 – grudzień 2013      |
| 7.   | Qiu Guohong   | luty 2014 – grudzień 2019        |
| 8.   | Xing Haiming  | styczeń 2020 – lipiec 2024       |
| 9.   | Fang Kun      | lipiec 2024 – grudzień 2024      |
| 10.  | Dai Bing      | od grudnia 2024                  |